# 카탈로니아 찬가
카탈로니아 찬가(영어: Homage to Catalonia)는 조지 오웰이 스페인 내전에서 공화군 민병대 POUM(마르크스주의통일노동자당(카탈루냐어: Partit Obrer d'Unificació Marxista, 스페인어: Partido Obrero de Unificación Marxista; 약자 POUM)과 함께 싸운 경험에 대해 쓴 책이다.
스페인 내전 종전 1년 전에 출간돼 상업적인 성공은 거의 없었지만 1950년대 오웰의 유명 작품 동물 농장(1945년)과 1984년(1949년)의 성공에 이어 더욱 주목을 받았다.
1936년 12월에서 1937년 6월 사이에, 오웰은 바르셀로나에서의 훈련 중 카탈루냐의 혁명 열정, 아라곤에서의 최전방에서의 지루함, 휴가 중 바르셀로나에서의 교류, 메이데이 분쟁 연루, 최전방에서 목을 맞았다는 것, 그리고 프랑스로의 탈출에 대해 이야기한다. POUM은 그때 당시 테러 조직으로 선포되었다.
전쟁은 그의 정치관의 결정적인 사건 중 하나였으며 1946년 그가 쓴 1936년 이래 내가 쓴 모든 진지한 작품은 "내가 알기로는 전체주의와 민주사회주의를 위해 직간접적으로 쓰여져 있다는 것의 중요한 부분"이었다.

## 배경

### 역사적 맥락

스페인 내전(1936~39)의 전개 상황

스페인 내전은 1936년 2월 스페인 총선에서 좌익인민전선이 근소한 차이로 승리한 뒤 수개월간의 긴장 끝에 1936년 7월 군사쿠데타로 발발했다. 반군은 프란시스코 프랑코 장군의 지도 아래 민족주의자로 뭉쳐 정부의 지배 아래 있는 도시를 빼앗으려 했다.
민족주의자를 파시즘으로 간주했던 공화당 측은 사회주의자, 무정부주의자, 공산주의자를 포함한 여러 파벌로 구성되어 있었다. 이들 파벌 사이에 불화가 있었는데, 오웰은 바르셀로나 노동절에 관한 그의 글에서 자세히 언급하고 있다.

### 전기 컨텍스트

#### 전쟁에 참여
오웰은 1936년 크리스마스 직전 '위건 부두로 가는 길'을 출판하기 위해 제출한 직후 스페인으로 출발했다. 이는 그가 사회주의를 극명하게 지지한 최초의 도서이다.
카탈루냐에 대한 오마주 첫 몇 쪽 사이에 오웰은 이렇게 썼다. 나는 신문기사를 쓸 생각으로 스페인에 왔는데 대부분 곧 민병대에 가담했다.
오웰은 영국 좌익단체에서 증빙서류가 없으면 스페인 입국을 허용하지 않을 것이라고 하자 우선 영국 공산당의 지원을 부탁한 뒤 해리 폴리트 당수에게 직접 요청했다. 폴릿이 국제여단 합류 여부를 묻자 오웰은 먼저 무슨 일이 벌어지고 있는지 직접 보고 싶다고 했다. 폴릿이 원조를 거부하자 오웰은 독립노동당사에 전화를 걸었고 그의 관리들은 그를 돕기로 동의했다. 당은 그가 잘 아는 ILP 주간지인 새 지도자 특파원으로 그를 승인해 스페인에 합법적으로 갈 수 있는 실마리를 제공했다. ILP는 그에게 바르셀로나 대표 존 맥네어에게 소개장을 보냈다.
오웰은 스페인에 도착하자마자 맥네어에게 파시즘과 싸우고자 민병대에 합류하기 위해 스페인에 왔다고 말했다 한다. 그는 또 오웰이 영국과 프랑스에서 노동자 계급의 의견을 환기시키기 위한 목적으로 새 정치인과 국가를 위해 몇몇 기사를 쓰고 싶다는 소망을 표명했다고 설명했으며, 오웰은 집필 기회가 주어졌을 때 그의 주된 이유는 파시즘과 싸우는 것이었다고 밝혔다. 맥네어는 오웰을 POUM으로 데려갔다. (카탈루냐어: Partit Obrer d'Unificació Marxista, 스페인어: Partido Obrero de Unificación Marxista; 약자 POUM)

## 같이 보기
- 스페인 혁명
- 아나키즘
- 레 그랑 시메티에르 수스 라 룬